# NGC 5879
NGC 5879 (również PGC 54117 lub UGC 9753) – galaktyka spiralna (Sbc), znajdująca się w gwiazdozbiorze Smoka. Odkrył ją William Herschel 5 maja 1788 roku. Jest to galaktyka z aktywnym jądrem.
Do tej pory w galaktyce zaobserwowano jeden przypadek supernowej – SN 1954C. Należała do typu II, maksimum jasności (14,9m) osiągnęła 4 października 1954 roku.